# Usman Garuba
Destiny Usman Garuba Alari (Madrid, 9 marzo 2002) è un cestista spagnolo.
Nel 2019, all'età di 17 anni, è diventato il più giovane titolare nella storia del Real Madrid. Garuba è stato nominato MVP del Campionato Europeo U16 FIBA 2016 all'età di 14 anni e ha portato la Spagna a tre medaglie (due ori e un argento) nei tornei FIBA juniores.

## Biografia
Garuba è nato a Madrid, in Spagna, da genitori nigeriani.

## Caratteristiche tecniche
Impiegabile sia da ala grande che da centro, è eccellente in fase difensiva, grazie anche alla sua apertura alare che gli consente di difendere sia sui lunghi che sui piccoli. Bravo passatore e tiratore da 3 punti, si distingue anche per l'intensità e l'istintività con cui scende in campo.

## Carriera

### Gli inizi
È cresciuto giocando a calcio, sua passione originaria, ma è passato al basket perché la sua altezza eccezionale limitava il suo successo nello sport precedente. Garuba idolatrava l'ex giocatore NBA Kareem Abdul-Jabbar. Nel novembre 2011, è entrato a far parte dell'Escuela Municipal de Baloncesto de Azuqueca (Scuola municipale di pallacanestro di Azuqueca), dove l'allenatore e coordinatore David Serrano lo ha aiutato a iniziare la sua carriera nel basket.

### Giovanili
Nel 2013 entra nelle giovanili del Real Madrid. All'età di 12 anni è 1,89 m e pesa 81 kg. Nel 2015 aiuta la sua squadra a vincere la Minicopa Endesa, un torneo per club spagnolo U-14. L'anno successivo porta il Real Madrid a un altro titolo Minicopa, venendo nominato MVP della competizione. Tiene le medie di 22,8 rimbalzi a partita nel torneo, catturandone 32 contro lo Joventut Badalona in finale.
Nel febbraio 2018 partecipa per la prima volta all'Adidas Next Generation Tournament (ANGT) con la squadra U-18 del Real Madrid al torneo di qualificazione di Monaco, dopo aver saltato la precedente edizione per un infortunio al quadricipite. Viene selezionato per l'All-Tournament Team, il miglior quintetto della manifestazione, nonostante fosse uno dei partecipanti più giovani. Nella fase finale del torneo realizza 12 punti e 6,5 rimbalzi a partita, venendo nominato ANGT Rising Star. Nel gennaio 2019 viene invece nominato MVP del torneo ANGT di Monaco dopo aver segnato una media di 16,5 punti, sette rimbalzi e 3,8 assist a partita, aiutando il Real Madrid a vincere la fase finale del torneo.

### Campionato spagnolo

#### Real Madrid B (2017-2019)
Nella stagione 2017-18 gioca per il Real Madrid B, la squadra di riserva del Real Madrid, nella Liga EBA, il quarto campionato spagnolo. In 11 partite realizza 11,1 punti, 9,2 rimbalzi e 1,7 stoppate di media a partita.
Nella stagione 2018-19 continua a giocare principalmente per il Real Madrid B, segnando una media di 14,6 punti, 12,0 rimbalzi, 2,1 assist e 1,5 stoppate a partita in 22 presenze in Liga EBA.

#### Real Madrid (2018-2021)
Il 28 ottobre 2018, a 16 anni e sette mesi di età, debutta per il Real Madrid nella Liga ACB, contro il Miraflores, diventando il centro più giovane a debuttare nella storia dell'ACB, superando José Ángel Antelo, e il terzo esordiente più giovane del Real Madrid, dietro Luka Dončić e Roberto Núñez.
Nella stagione 2019-20 diventa un titolare della squadra senior del Real Madrid. Nel suo debutto stagionale contro Joventut Badalona, a 17 anni, sei mesi e 19 giorni di età, supera Dončić come il più giovane titolare di sempre del Real Madrid. Il 29 settembre, Garuba fa registrare 13 punti e 10 rimbalzi nella vittoria contro Murcia, diventando il giocatore più giovane a realizzare una doppia doppia e a catturare 10 rimbalzi nella storia dell'ACB. Dončić aveva precedentemente detenuto entrambi i record. Diventa anche il secondo giocatore più giovane a registrare un punteggio di efficienza di 24 nell'ACB, dietro solo a Ricky Rubio. Il 30 ottobre 2019, Garuba ha fatto il suo debutto in Eurolega, registrando 12 punti, quattro rimbalzi, tre palle recuperate e un Performance Index Rating di 20, contro il Bayern Monaco. Termina la stagione con una media di 4.4 punti, 4.4 rimbalzi e 0.7 stoppate in 15 minuti a partita, venendo selezionato nell'ACB All-Young Players Team.
Nella stagione 2020-21 diventa il più giovane a raggiungere un PIR di 30 contro il Bayern Monaco in Eurolega. Al termine della stagione viene nominato Rising Star dell'Eurolega, miglior giovane del campionato spagnolo, venendo incluso per la seconda volta nell'ACB All-Young Players Team.

### NBA

#### Houston Rockets (2021-2023)
Garuba viene selezionato con la 23ª scelta assoluta dagli Houston Rockets. Il 16 agosto 2021 firma il suo primo contratto professionistico con i Rockets.

## Statistiche

### NBA

#### Regular Season
| Anno      | Squadra         | PG  | PT | MP   | TC%  | 3P%  | TL%  | RP  | AP  | PRP | SP  | PP  |
| --------- | --------------- | --- | -- | ---- | ---- | ---- | ---- | --- | --- | --- | --- | --- |
| 2021-2022 | Houston Rockets | 24  | 2  | 10,0 | 43,2 | 25,0 | 71,4 | 3,5 | 0,7 | 0,4 | 0,5 | 2,0 |
| 2022-2023 | Houston Rockets | 75  | 1  | 12,9 | 48,6 | 40,7 | 61,7 | 4,1 | 0,9 | 0,6 | 0,4 | 3,0 |
| 2023-2024 | G.S. Warriors   | 6   | 0  | 3,0  | 16,7 | 0,0  | 50,0 | 1,2 | 0,2 | 0,2 | 0,5 | 0,5 |
| Carriera  | Carriera        | 105 | 3  | 11,7 | 46,7 | 36,3 | 62,5 | 3,8 | 0,8 | 0,5 | 0,4 | 2,6 |

#### Massimi in carriera
- Massimo di punti: 12 vs Dallas Mavericks (16 novembre 2022)[12]
- Massimo di rimbalzi: 14 vs Sacramento Kings (1º aprile 2022)
- Massimo di assist: 3 (10 volte)
- Massimo di palle rubate: 4 vs Milwaukee Bucks (22 ottobre 2022)
- Massimo di stoppate: 3 (2 volte)
- Massimo di minuti giocati: 30 vs Sacramento Kings (1º aprile 2022)

### G League
| Anno      | Squadra       | PG | PT | MP   | TC%  | 3P%  | TL%  | RP   | AP  | PRP | SP  | PP   |
| --------- | ------------- | -- | -- | ---- | ---- | ---- | ---- | ---- | --- | --- | --- | ---- |
| 2021-2022 | R.G.V. Vipers | 11 | 11 | 24,6 | 56,6 | 33,3 | 46,2 | 9,4  | 1,9 | 1,5 | 1,0 | 9,2  |
| 2023-2024 | S.C. Warriors | 35 | 31 | 25,0 | 59,1 | 37,5 | 59,6 | 10,1 | 1,9 | 1,1 | 1,4 | 12,5 |
| Carriera  | Carriera      | 46 | 42 | 24,9 | 58,7 | 36,2 | 56,7 | 9,9  | 1,9 | 1,2 | 1,3 | 11,7 |

### Eurolega
| Anno      | Squadra     | PG | PT | MP   | TC%  | 3P%  | TL%  | RP  | AP  | PRP | SP  | PP  |
| --------- | ----------- | -- | -- | ---- | ---- | ---- | ---- | --- | --- | --- | --- | --- |
| 2019-2020 | Real Madrid | 14 | 4  | 11,9 | 67,6 | 33,3 | 50,0 | 2,9 | 0,4 | 0,9 | 0,3 | 4,4 |
| 2020-2021 | Real Madrid | 39 | 20 | 16,3 | 50,4 | 26,8 | 59,5 | 4,0 | 0,7 | 0,6 | 0,7 | 3,9 |
| 2024-2025 | Real Madrid | 27 | 9  | 14,1 | 49,4 | 23,5 | 50,0 | 3,1 | 0,6 | 0,6 | 0,4 | 3,9 |
| Carriera  | Carriera    | 80 | 33 | 14,8 | 52,7 | 25,9 | 54,7 | 3,5 | 0,6 | 0,6 | 0,5 | 4,0 |

## Palmarès

### Squadra
- Campionato spagnolo: 2

Real Madrid: 2018-19, 2024-2025
- Copa del Rey: 1

Real Madrid: 2020
- Supercoppa spagnola: 1

Real Madrid: 2020
- Euroleague Basketball Next Generation Tournament: 1

Real Madrid: 2019

### Nazionale
- FIBA Under-16 European Championship (2016)
- FIBA Under-16 European Championship (2018)
- FIBA Under-18 European Championship (2019)

### Individuale

#### Giovanili
- Minicopa Endesa MVP (2016)
- Euroleague Basketball Next Generation Tournament Rising Star (2018)
- Monaco All-Euroleague Basketball Next Generation Tournament Team (2018, 2019)
- Monaco Euroleague Basketball Next Generation Tournament MVP (2019)
- All-Euroleague Basketball Next Generation Tournament Team (2019)

#### EuroLeague
- Euroleague Rising Star (2021)

#### Liga ACB
- ACB All-Young Players Team (2020, 2021)
- ACB Best Young Player Award (2021)

#### Nazionale
- FIBA Under-16 European Championship MVP (2016)

## Record

### Liga ACB
- Più giovane centro di sempre a debuttare nella storia del campionato spagnolo.[13]
- Più giovane di sempre a realizzare una doppia-doppia nella storia della ACB.
- Più giovane di sempre a catturare almeno 10 rimbalzi in una singola partita nella storia della ACB.

### EuroLeague
- Più giovane di sempre a far registrare un Player Index Rating di 30.[14]